# Échelet brun
Climacteris picumnus
Espèce
Statut de conservation UICN

 LC  : Préoccupation mineure
L’Échelet brun (Climacteris picumnus) est une espèce de passereau de la famille des Climacteridae.

## Description
C'est le plus grand des Échelets. Il est brun pâle ou gris-brun avec des rayures noires sur le ventre et des barres noires sur le dessous de la queue. Les deux sexes sont largement similaires. Il s'agit d'un oiseau actif et bruyant.

## Répartition
Il est endémique dans l'est de l'Australie.

## Habitat
Il habite dans les forêts d'eucalyptus et les terres boisées de la cordillère australienne

## Sous-espèces
Selon Peterson, cet oiseau est représenté par 3 sous-espèces :
- Climacteris picumnus melanotus Gould 1847 ;
- Climacteris picumnus picumnus Temminck 1824 ;
- Climacteris picumnus victoriae Mathews 1912.